# (10566) Zabadak
(10566) Zabadak (1994 AZ2) – planetoida z grupy pasa głównego asteroid okrążająca Słońce w ciągu 4,42 lat w średniej odległości 2,69 j.a. Odkryta 14 stycznia 1994 roku.